# Izquierda Autónoma
La Izquierda Autónoma (IA) fue un movimiento político de izquierda chileno que existió entre 2008 y 2019, cuyo principal campo de acción fueron las universidades, tanto públicas como privadas. De raíz socialista, recogió la herencia autonomista del Movimiento SurDa. Fue el movimiento en qué inició su actividad política el Presidente de Chile Gabriel Boric Font. Tras fusionarse con Poder Ciudadano, el movimiento pasó a integrar Comunes, para participar finalmente en la unificación del Frente Amplio como Partido Político.

## Pensamiento político
Influenciados por el revolucionario marxista italiano Antonio Gramsci, la Izquierda Autónoma tuvo como misión la creación y fortalecimiento de la autonomía política de las clases subalternas frente a la hegemonía de las clases dominantes.
Para ello, planteaba la necesidad de construir una izquierda política secular y moderna, que esté a la altura de los desafíos del siglo xxi y que pueda apropiarse de sus condiciones materiales para realizar transformaciones radicales, y no solo se constituya a partir de la adscripción y adopción de un conjunto de ideas, valores e iconografías de izquierda, que no se haga realmente cargo de la construcción de una estrategia transformadora para el presente. Los autonomistas se constituían en oposición al concepto tradicional de vanguardia y, en su lugar, abogan por un concepto pre-figurativo de política, en el cual la praxis política de las clases subalternas deben ir construyendo la sociedad que desean alcanzar, al mismo tiempo que luchan por llegar al poder.

## Historia

### Inicios
La Izquierda Autónoma nació en 2008 en la Universidad de Chile, como vertiente del movimiento SurDA y de la fusión entre colectivos como Estudiantes Autónomos de la Facultad de Derecho, el Movimiento Autonomista Libertario (MAL) de la Facultad de Ciencias Sociales, y otros colectivos autonomistas de distintas universidades a nivel nacional. En el mismo año, un grupo de dirigentes de las federaciones de estudiantes de la Universidad de Chile (Úrsula Schüler), Pontificia Universidad Católica de Valparaíso (Jorge Sharp), Universidad Austral de Chile (Leandro Paredes), y la Universidad Arturo Prat (Rodrigo Oliva) en el interior de la Confederación de Estudiantes de Chile comenzaron una articulación que en el año 2010 unificó a sus colectivos estudiantiles locales en la Izquierda Autónoma.
En 2010 integró la coalición «Creando Izquierda», junto con los colectivos Izquierda Construye y Arrebol, para las elecciones de la Federación de Estudiantes de la Universidad de Chile (Fech) de ese año. La Izquierda Autónoma logró la vicepresidencia de la Federación con Francisco Figueroa para los períodos 2009-10 y 2010-11.

### Rol en las movilizaciones estudiantiles (2011-2013)

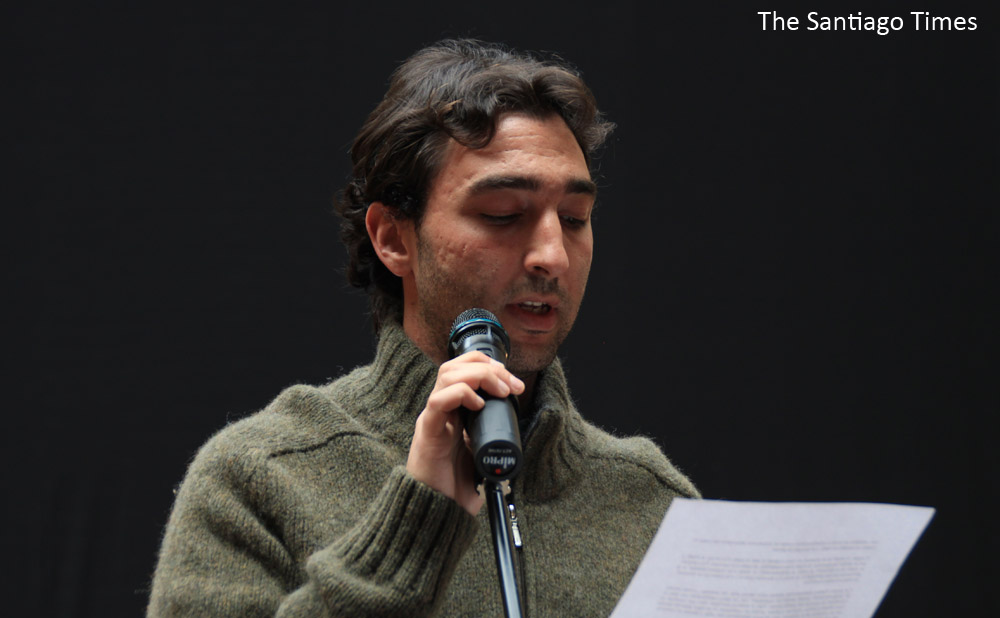
Andrés Fielbaum, presidente de la FECh en 2013.

Durante las movilizaciones estudiantiles del año 2011, Izquierda Autónoma obtuvo notoriedad por las intervenciones públicas realizadas por Francisco Figueroa. El mismo año, los autonomistas participaron en la Confederación de Estudiantes de Chile (Confech) a través de Nataly Espinoza, en ese tiempo presidenta de la Federación de Estudiantes de la Universidad Católica de Valparaíso y Cari Álvarez, secretaria general de la Federación de Estudiantes de la Universidad Austral de Chile. Ese mismo año, los autónomos apoyaron la incorporación de los estudiantes de universidades privadas a la Confech con el fin de ensanchar las espaldas del movimiento estudiantil; la primera federación de estudiantes de una universidad privada en ingresar a ese estamento fue la de la Universidad Central (Feucen), en ese momento presidida por Daniela López, miembro de Izquierda Autónoma, quien había liderado la movilización de dicha casa de estudios en contra de la compra que un grupo económico pretendía realizar. Al año siguiente obtuvieron nuevamente la dirección de la Feucen con Marco Velarde en la presidencia.[cita requerida]
En diciembre de 2011 lograron obtener la presidencia de la Fech con la elección de Gabriel Boric, quien venció a Camila Vallejo por 189 votos. En la elección de 2012 volvieron a formar una alianza con la Nueva Izquierda Universitaria (NIU) llamada «Crear Izquierda Amplia», y volvieron a alcanzar la presidencia de la Fech con Andrés Fielbaum a la cabeza. Tras dos años consecutivos a la cabeza de la Fech, en la elección de 2013 fueron derrotados por el Frente de Estudiantes Libertarios (FEL), aunque obtuvieron la vicepresidencia con Sebastián Aylwin.

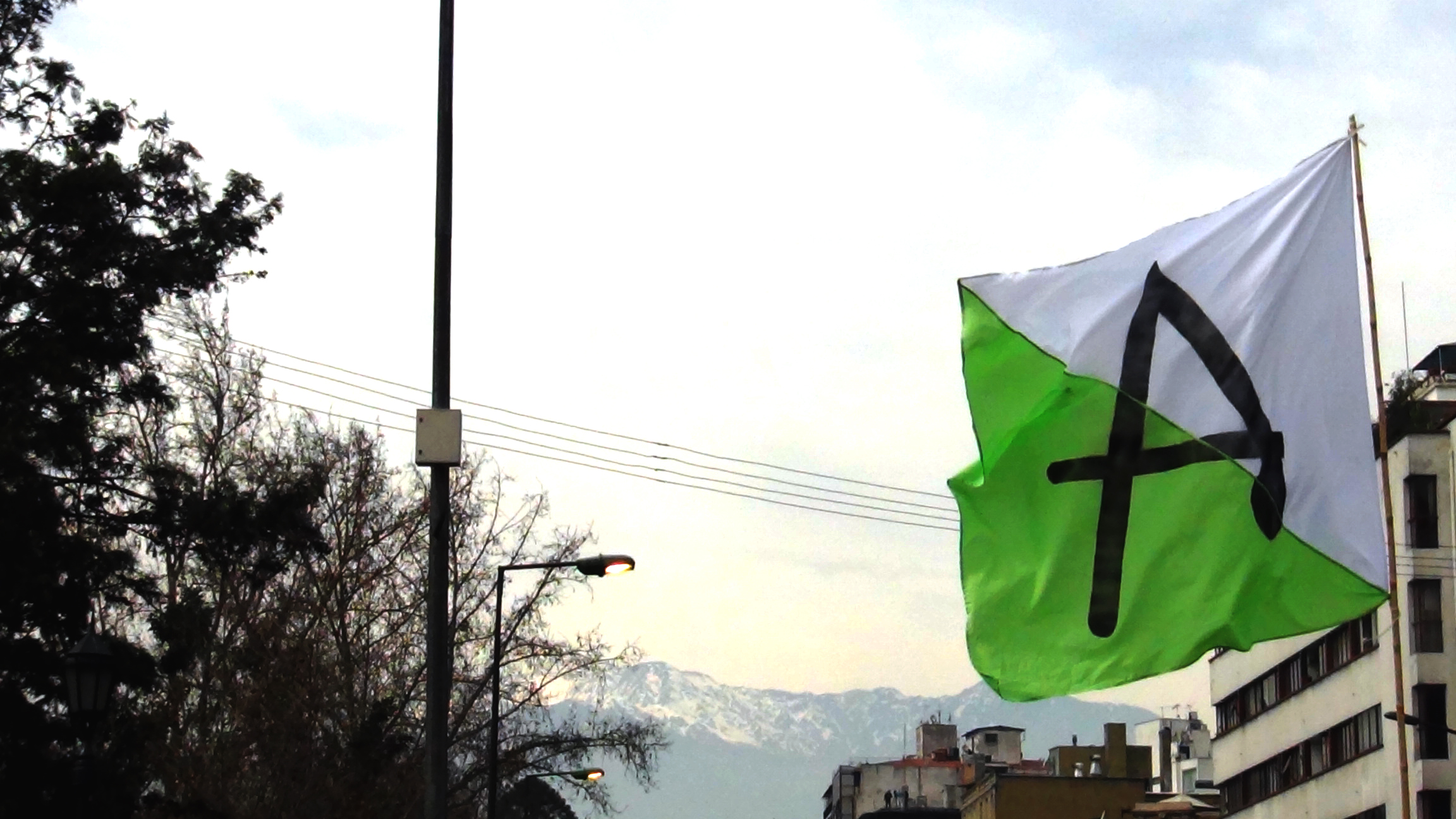
Bandera de la IA en una marcha, 2013

Ese mismo año 2013, en la Universidad Austral de Chile se realizó un inédito pacto electoral llamado «Avanzar: Creando Unidad», que agrupó a la IA, FEL y Unión Nacional Estudiantil (UNE), y que en 2014 se expresó en el pacto «Somos Fuerza» para la elección de la Fech, que incluyó además a Romanescu y Convergencia de Izquierdas. El acuerdo político promovido por Izquierda Autónoma en la Universidad Austral fue el que permitió a Valentina Saavedra ser Presidenta de la FECh en ese año 2014.

### Elecciones parlamentarias de 2013

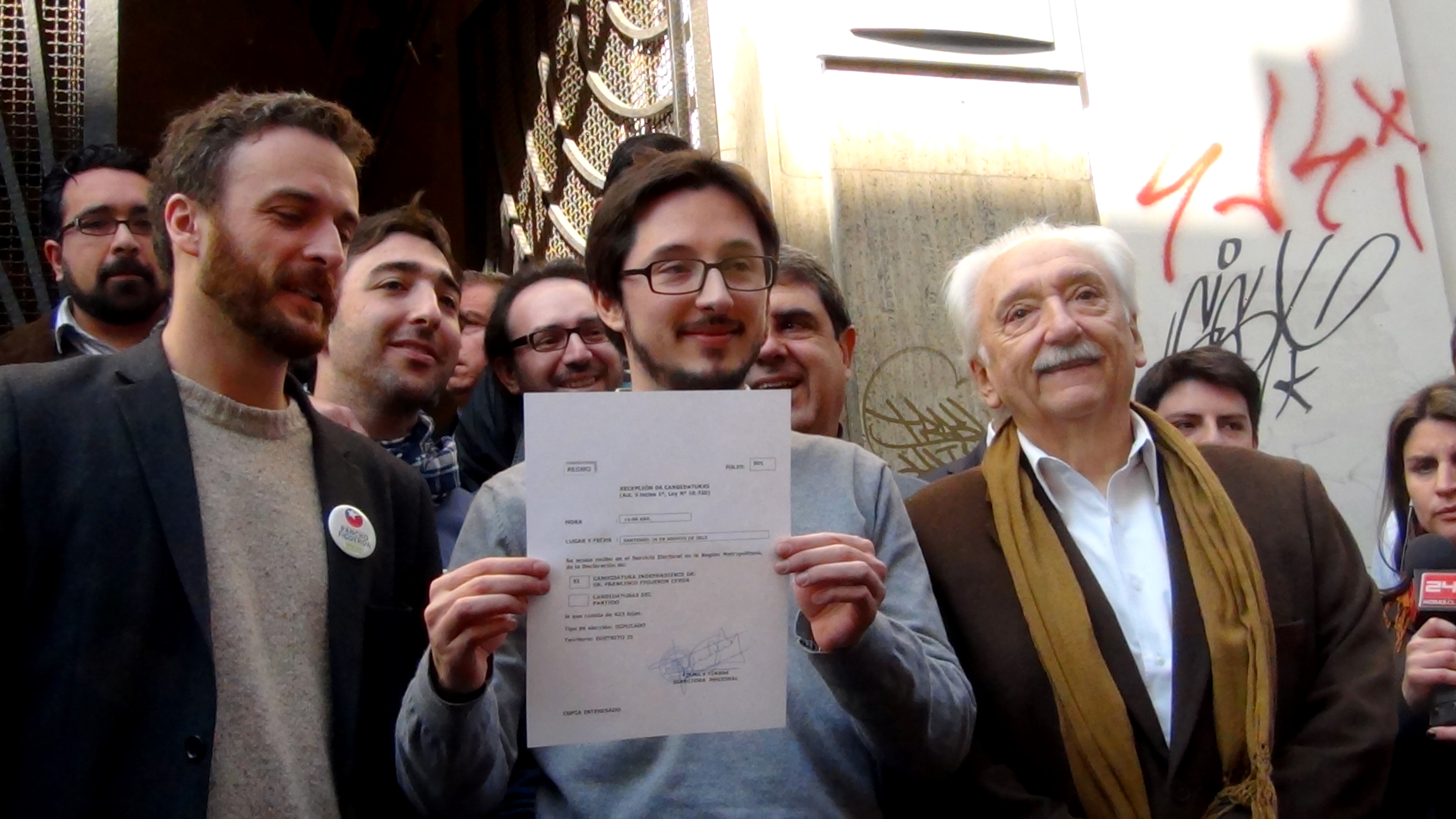
Inscripción de la candidatura parlamentaria del autonomista Francisco Figueroa en 2013.

En las elecciones parlamentarias de 2013, los autonomistas inscribieron tres candidaturas independientes: Francisco Figueroa (distrito 21, Providencia-Ñuñoa), Gabriel Boric (distrito 60, Magallanes) y Daniela López (distrito 13, Valparaíso-Isla de Pascua-Juan Fernández). López obtuvo 7627 votos, correspondientes a un 6,58 %, posicionándose de este modo en 5.º lugar. Figueroa obtuvo 20 037 votos, correspondientes a un 10,78 % de los sufragios, posicionándose en el 4.º lugar. Por su parte, Boric obtuvo 15 414 votos, correspondientes a un 26,18 %, siendo la primera mayoría del distrito 60, con lo cual fue elegido diputado de la República para el período 2014-2018. A diferencia de Camila Vallejo, Giorgio Jackson y Karol Cariola, Boric fue el único exdirigente estudiantil en ser electo diputado sin ser parte del pacto Nueva Mayoría o haber sido apoyado por éste. Por lo mismo, en la segunda vuelta presidencial, Gabriel Boric no apoyó a Michelle Bachelet.

## Ideología

### Principios programáticos
Influenciados por el revolucionario marxista italiano Antonio Gramsci, la Izquierda Autónoma tuvo como misión la creación y fortalecimiento de la autonomía política de las clases subalternas frente a la hegemonía de las clases dominantes.
Para ello, planteaba la necesidad de construir una izquierda política secular y moderna, que esté a la altura de los desafíos del siglo xxi y que pueda apropiarse de sus condiciones materiales para realizar transformaciones radicales, y no solo se constituya a partir de la adscripción y adopción de un conjunto de ideas, valores e iconografías de izquierda, que no se haga realmente cargo de la construcción de una estrategia transformadora para el presente. Los autonomistas se constituían en oposición al concepto tradicional de vanguardia y, en su lugar, abogan por un concepto pre-figurativo de política, en el cual la praxis política de las clases subalternas deben ir construyendo la sociedad que desean alcanzar, al mismo tiempo que luchan por llegar al poder.

### Convergencia Autonomista y quiebre

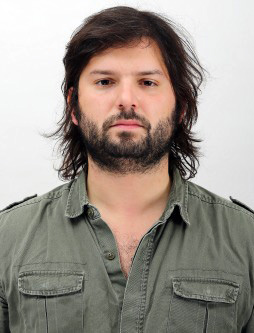
Gabriel Boric, presidente FECh durante 2012 y posteriormente Presidente de la República.

En el encuentro nacional de la Izquierda Autónoma de enero de 2015, se definió que el movimiento autonomista debía derivar en la constitución de un partido político, sin embargo las diferencias políticas dentro de las distintas facciones de la organización impidieron que esto se llevara a cabo. En marzo de 2016 se realizó una elección de la Convergencia Autonomista para elegir a la Dirección Ejecutiva y Ampliada, quedando compuesto su órgano ejecutivo por 5 integrantes de la tendencia "Fuerza Autonomista" y 4 de la tendencia "Unidad para Emerger". Las 3 primeras mayorías en dicha elección correspondieron a Andrés Fielbaum (Fuerza Autonomista); Jorge Sharp (Unidad para Emerger); y Cari Álvarez (Fuerza Autonomista). 
En mayo del 2016 estas diferencias se hicieron irreconciliables entre las dos facciones —«Fuerza Autonomista», liderada por Carlos Ruiz y Andrés Fielbaum, y «Convergencia Autonomista», liderada por Gabriel Boric—, por lo que el quiebre —el que provocaría que el sector de Boric se fuera de la organización— fue decidido por Fuerza Autonomista el 24 de mayo, y anunciado públicamente cinco días después por Andrés Fielbaum en entrevista con El Mercurio.
Según Fuerza Autonomista, el episodio que precipitó la fractura fue la precandidatura de Jorge Sharp al municipio de Valparaíso, quien era aliado de Boric y contaba con el apoyo de otros partidos políticos para disputar las elecciones de octubre de ese año, mientras que para Convergencia Autonomista el detonante fue la reunión del 20 de mayo que sostuvo Fuerza Autonomista —a nombre de Izquierda Autónoma— con la ministra de Educación Adriana Delpiano y en la cual le entregaron una propuesta sobre la reforma a la educación superior, encuentro que no fue informado al sector liderado por Gabriel Boric ni las bases del movimiento, ni tampoco a la Confech y el plenario nacional estudiantil.
No obstante, en lo sustancial, las principales diferencias que derivaron en el quiebre según los militantes de Fuerza Autonomista serían el supuesto «caudillismo» del diputado Boric, la posibilidad de establecer alianzas con Revolución Democrática y otras fuerzas de centro-izquierda y la importancia en lo electoral, mientras que el sector de Boric apuntó como principales diferencias la posición respecto a dialogar con el Ministerio de Educación en el marco de la reforma educacional y la necesidad también de construir una plataforma política más amplia que dispute cargos de elección popular, y no quedarse meramente en el tema educacional universitario.
Junto con Boric (el único parlamentario autonomista), renunciarían de esta organización cuatro de sus nueve miembros de la Dirección Ejecutiva, tres de sus siete presidentes de federaciones universitarias y alrededor de 400 militantes, los cuales posteriormente crearon el Movimiento Autonomista; entre los autonomistas que renunciaron se encuentra Constanza Schönhaut, Gonzalo Winter y Jorge Sharp.
El quiebre del autonomismo redujo considerablemente la presencia de Izquierda Autónoma en el movimiento estudiantil, perviviendo únicamente en la Federación de Estudiantes de la Universidad Austral de Chile, bajo la presidencia de Manuel Rauch. 
Para el ciclo electoral 2016-2017, Izquierda Autónoma dispuso un elenco acotado de candidaturas. En las elecciones municipales de 2016 postuló a Aníbal Navarrete como Concejal en la comuna de Tomé, y 2 candidaturas a Concejal junto a una a Alcalde en la comuna de Corral, en la Región de Los Ríos, resultando electo en esta comuna el concejal Manuel Pardo. Por su parte, en las elecciones Parlamentarias de 2017 compitió con candidaturas a Diputados y Diputadas en el Distrito 2, con Rodrigo Oliva; el Distrito 7, con Camila Rojas; el Distrito 10 con Francisco Figueroa; y el Distrito 24, con Cari Álvarez, resultando electa Camila Rojas en la Región de Valparaíso.
En septiembre de 2018 Izquierda Autónoma anunció su fusión con el partido Poder Ciudadano, para formar un nuevo partido «de izquierda feminista, popular y democrático» al interior del Frente Amplio. La nueva colectividad fue lanzada el 20 de enero de 2019 en el Teatro Azares bajo el nombre de Comunes.

## Presencia
La Izquierda Autónoma tuvo presencia en la Universidad de Chile,Universidad Austral de Chile Pontificia Universidad Católica, Universidad Adolfo Ibáñez, Universidad Diego Portales, Universidad Central; Universidad Arturo Prat en Iquique; Universidad Andrés Bello sede Viña del Mar y Universidad de Valparaíso.[cita requerida]

## Organizaciones relacionadas
A partir de 2012 se formó el «Frente Autonomista de la Salud» con la presencia de médicos de atención primaria, residentes y dirigentes del mundo de la salud. Varios de dichos dirigentes participan en la Fundación Creando Salud, organismo que se ha dedicado a criticar el rol del Estado subsidiario en salud, abogar por la salud como un derecho social universal y denunciar las transferencias que el Estado chileno realiza a clínicas privadas a través de concesiones hospitalarias.
En el año 2014 se forma la Fundación Poder, creada por militantes de Izquierda Autónoma de Valdivia, constituido como un centro independiente de elaboración de pensamiento y estudios en materia política, social y constituyente. Está Fundación contribuyó activamente al proceso de movilización de profesores durante los años 2015 y 2016, y mantuvo su continuidad luego del quiebre de Izquierda Autónoma, participando activamente de los cabildos ciudadanos organizados en la Región de Los Ríos en el marco del estallido social de octubre de 2019.
Asimismo, personeros de la Izquierda Autónoma fundaron la Fundación Nodo XXI. Hasta el momento, esta agrupación ha levantado una Escuela de Formación Política bautizada Eugenio González Rojas, en homenaje al político socialista, y han impulsado el «Compromiso por una Nueva Educación», una iniciativa plural de la sociedad civil que busca promover un amplio debate ciudadano para construir soluciones democráticas para el problema de la educación.

## Autoridades

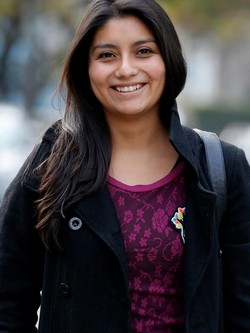
Camila Rojas, diputada por el distrito N.º 7 representante de Izquierda Autónoma.

Izquierda Autónoma tuvo una diputada y el concejal en la comuna de Corral, Manuel Pardo, en la Región de Los Ríos, desde el año 2016 : 
| Nombre                  | Región     | Distrito |
| ----------------------- | ---------- | -------- |
| Camila Rojas Valderrama | Valparaíso | 7        |

## Logotipos

### Logotipos oficiales
|           |
| 2009-2013 |

|           |
| 2013-2016 |

|           |
| 2016-2017 |

|           |
| 2018-2019 |

### Logotipos alternativos
|                         |
| 2013-2017 (alternativo) |

|                         |
| 2013-2017 (alternativo) |